# پایت (آیداهو)
پایت (به انگلیسی: Payette) شهری در شهرستان پایت ایالت آیداهو است که جمعیت آن در سرشماری سال ۲۰۱۰ میلادی ۷٬۴۳۳ نفر بوده است.

## موقعیت جغرافیایی
موقعیت جغرافیایی شهرها و مناطق اطراف به شرح زیر است: